# インスピレーション (杏里の曲)
「インスピレーション」は、杏里4枚目のシングル。1979年12月21日発売。発売元はフォーライフ・レコード。

## 解説
「インスピレーション」は、東京12チャンネル（現：テレビ東京）系連続ドラマ「体験時代」の主題歌として起用された。オリジナル・アルバムには収録されておらず、CD化されている作品としては、ベスト・アルバム『思いきりアメリカン 〜I Love Poping World,Anri〜』に収録されているのみである。B面の『遠い日のイマージュ』は長年CD化されなかったが、2011年にリマスターされ再リリースされた、1stアルバム『杏里 -apricot jam-』にボーナス・トラックとして初めて収録された。

## 収録曲
作詞・作曲：尾崎亜美 編曲：佐藤準
1. インスピレーション
  - 東京12チャンネル系「体験時代」主題歌
2. 遠い日のイマージュ

## 関連作品
- 思いきりアメリカン 〜I Love Poping World,Anri〜